# 越知谷村
越知谷村（おちだにむら）は、兵庫県神崎郡にあった村。現在の神河町の北東端、越知川の上流域にあたる。

## 地理
- 山岳 ： 飯森山、千ヶ峰
- 河川 ： 越知川

## 歴史
- 1889年（明治22年）4月1日 - 町村制の施行により、多可郡越岩村・福畑村の区域をもって発足。
- 1896年（明治29年）4月1日 - 所属郡が神崎郡に変更。
- 1955年（昭和30年）3月31日 - 大山村・粟賀村と合併して神崎町が発足。同日越知谷村廃止。